# Верхнее Синевидное

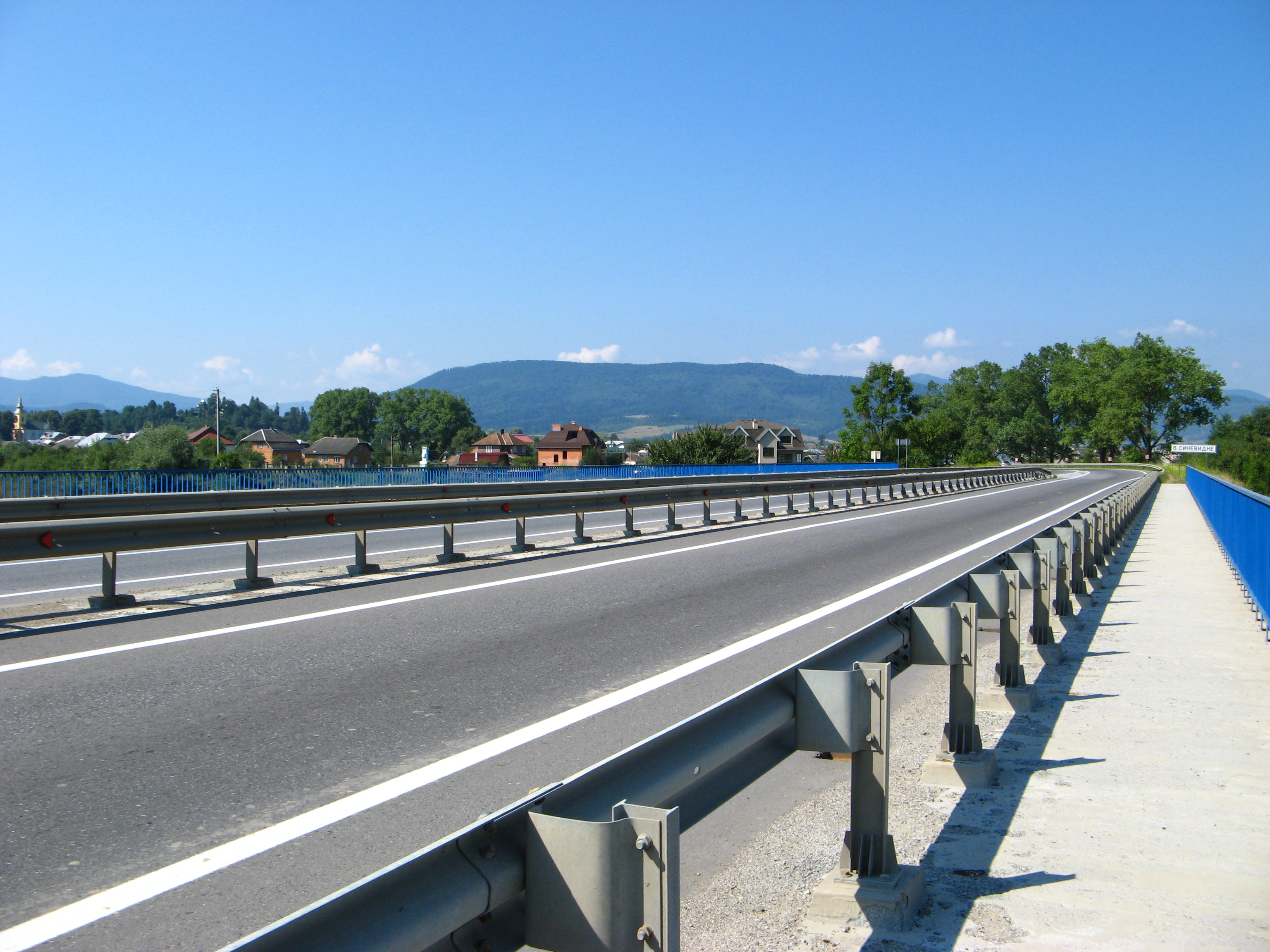
Мост при въезде в село Ве́рхнее Синеви́дное

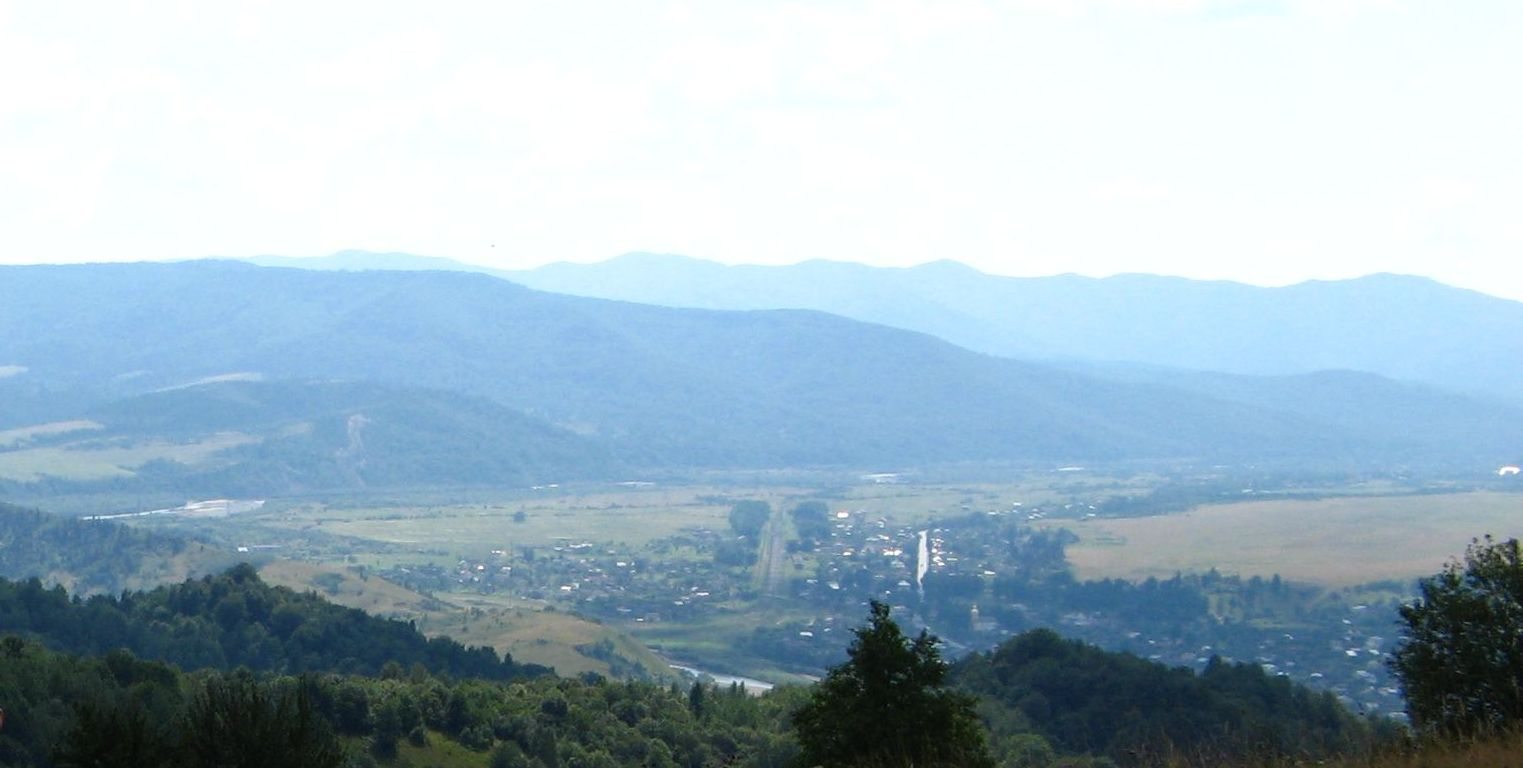
Общий вид села Ве́рхнее Синеви́дное

Ве́рхнее Синеви́дное укр. Верхнє Синьовидне, до 1946 года — Синьовидсько Вижнє) — посёлок (с 1957 г.) в Сколевской городской общине Стрыйского района Львовской области Украины.
Расположено в месте впадения р.Опир в р. Стрый, в 9 км от райцентра Сколе, в широкой горной долине у подножья Сколевских Бескидов. Железнодорожная станция на линии Киев-Чоп. Посёлок пересекает трасса нефтепровода «Дружба» и высоковольтная линия электропередач «Мир».

## История
Это одно из старейших поселений Сколевской общины, впервые упоминается в Галицко-Волынской летописи с 1240 года.
Раньше здесь было городище и старый монастырь, следы которого ещё сохранились и сегодня. В этом монастыре в 1240 году останавливался князь Даниил Галицкий. В Верхнем Синевидном часто бывали М. Шашкевич, Я. Головацкий, И. Франко и др.
В 1885 через Синевидско-Вижнее прошла железная дорога Львов — Мукачево. В 1906 построен деревообрабатывающий завод, продукция которого вывозилась за пределы Прикарпатья.
В 1946 г. указом ПВС УССР село Синевидско-Вижнее переименовано в Верхнее Синевидное.

## Достопримечательности
Сохранились остатки славянского городища VIII—IX веков. В летописях Синевидско-Вижнее известно с 1241 г. под названием Синоводско.
Имеются остатки оборонительных сооружений древнерусского периода: городище на северо-восточной окраине поселка — на хребте, отделяющем Верхнее Синевидное от с. Межиброды, а также другое укрепление — за тоннелем в направлении с. Труханова.
Местность под названием Монастырище на «Золотой горе» (теперь здесь кладбище с церковью). Место расположения летописного монастыря св. Богородицы (1240).

## Персоналии
- Яцык, Пётр Дмитриевич — канадский предприниматель украинского происхождения, меценат и филантроп.